# لئونید گیشتور
لئونید گیشتور (روسی: Леонид Григорьевич Гейштор؛ زادهٔ ۱۵ اکتبر ۱۹۳۶) قایقران کانو بلاروس‌تبار اهل شوروی بود.